# Veľké Kostoľany
Veľké Kostoľany es un municipio del distrito de Piešťany en la región de Trnava, Eslovaquia, con una población estimada a final del año 2024 de 2829 habitantes.
Se encuentra ubicado en el centro-este de la región, cerca del río Váh (cuenca hidrográfica del Danubio) y de la región de Nitra.

## Demografía
| Año        | 1994 | 2004    | 2014    | 2024    |
| ---------- | ---- | ------- | ------- | ------- |
| Población  | 2478 | 2658    | 2773    | 2829    |
| Diferencia |      | +7,26 % | +4,32 % | +2,01 % |

| Año        | 2023 | 2024    |
| ---------- | ---- | ------- |
| Población  | 2808 | 2829    |
| Diferencia |      | +0,74 % |